# Franz Tost
Franz Tost, né le 20 janvier 1956 à Trins, Autriche, est un pilote automobile autrichien, directeur de l'écurie de Formule 1 Scuderia AlphaTauri.

## Biographie
Franz Tost commence sa carrière dans la course automobile en Formule Ford (1600 et 2000) et en Formule 3. Il remporte le championnat autrichien de Formule Ford 1600 en 1983. Parallèlement, il fait des études de gestion en sports à université d'Innsbruck (1978-1982) puis à l'université de Vienne (1982-1985). 
Il occupe une position de manager au sein de l'équipe autrichienne Walter Lechner Racing School de 1985 à 1988 (Formule Ford et F3), avant d'être directeur de l'écurie allemande de F3 Eufra Racing Team puis de Vienna Racing Team.
En 1993, il rejoint l'écurie de Formule 3 de Willi Weber, WTS (Weber Trella Stuttgart). Il y fait la rencontre du jeune pilote allemand Ralf Schumacher et prend sa carrière en charge dans le cadre de Weber Management, l'accompagnant au Japon. Lorsque l'Allemand accède à la Formule 1, en 1997 avec Jordan Grand Prix, Tost est toujours son agent. Il le suit chez BMW lorsque la marque allemande accède à la discipline en 2000 en tant que fournisseur de moteurs pour Williams F1 Team. 
Franz Tost travaille pour BMW en tant qu'ingénieur de piste jusqu'au 1er janvier 2006, lorsque la Scuderia Toro Rosso (rebaptisée en 2020 Scuderia AlphaTauri) l'engage comme directeur de l'équipe. 
Il reste à cette fonction durant dix-huit ans — jusqu'à la fin de la saison 2023 — et prend sa retraite à 67 ans. Il a dirigé dix-sept pilotes : Sebastian Vettel, Max Verstappen, Carlos Sainz Jr., Daniel Ricciardo, Pierre Gasly, Vitantonio Liuzzi, Scott Speed, Sébastien Bourdais, Sébastien Buemi, Jaime Alguersuari, Jean-Éric Vergne, Daniil Kvyat, Brendon Hartley, Alexander Albon, Yuki Tsunoda, Nyck de Vries, Liam Lawson et reste considéré comme l'un des meilleurs directeurs d'écuries pour son talent à voir le potentiel de jeunes pilotes. Il est remplacé par Laurent Mekies.